# Alsodes norae
Az Alsodes norae a kétéltűek (Amphibia) osztályának békák (Anura) rendjébe és az Alsodidae családba tartozó faj.

## Előfordulása
Az Alsodes norae Chile endemikus faja, az ország Valdívia tartományának tengerparti részén honos. Csak a típusfajról ismert, amelyet mérsékelt égövi Nothofagus erdőben figyeltek meg.

## Megjelenése
Az Alsodes norae robusztus, közepes termetű faj, a kifejlett egyedek hossza 30,6–61,4 mm, a fiataloké 28,9–29,9 mm. Fejének szélessége nagyobb, mint annak hossza, orra enyhén tompított. Ujjai hosszúak, végük fehér színű, lekerekített. Bőrének színe élénk sárga és fekete, fején, mellső és hátsó végtagjain enyhén szemcsézett. Fején sárgás háromszög látható orra és szemei között. Fejétől testének középső részéig sötét, kiterjesztett szárnyú denevérre emlékeztető minta található. Hátsó végtagjainak háti felületén haránt irányú sávok láthatók. Combjának alsó fele sárgás színű. Íriszének színe arany vagy bronzos-sárga, fekete recézettel.